# هانتینگتون (یوتا)
هانتینگتون (به انگلیسی: Huntington) شهری در ایالت یوتا کشور ایالات متحده آمریکا است که جمعیت آن در سرشماری سال ۲۰۱۰ میلادی، ۲٬۱۲۹ نفر بوده‌است.